# Nifon Niculescu
Nifon Niculescu (n. Nicolae Niculescu; n. 1 iulie 1858, București, Țara Românească – d. 27 februarie 1923, București, România) a fost un cleric ortodox român, episcop al Dunării de Jos între anii 1909-1922.